# Europese kampioenschappen shorttrack 2023
De Europese kampioenschappen shorttrack 2023 werden van 13 tot en met 15 januari 2023 georganiseerd in de Hala Olivia te Gdańsk, Polen.
De individuele eindklassementen werden vanaf dit toernooi afgeschaft, er werden nog enkel Europese kampioenen per afstand gekroond. Hierdoor verviel ook de superfinale over 3000 meter. In de relays waren er overwinningen voor de Nederlandse mannenploeg (de zevende ooit) en de Nederlandse vrouwenploeg (de achtste ooit). De gemengde aflossing stond voor het eerst op het EK-programma en werd gewonnen door Nederland.
Sjinkie Knegt werd bij de Nederlandse mannen niet geselecteerd voor het toernooi.
Voor België was het EK 2023 het meest succesvolle EK, gemeten naar aantal medailles (5).

## Medailles

### Mannen
| Onderdeel | Goud             | Goud                                                          | Zilver           | Zilver                                                                          | Brons          | Brons                                                         |
| --------- | ---------------- | ------------------------------------------------------------- | ---------------- | ------------------------------------------------------------------------------- | -------------- | ------------------------------------------------------------- |
| 500m      | Pietro Sighel    | ITA                                                           | Jens van 't Wout | NED                                                                             | Reinis Bērziņš | LAT                                                           |
| 1000m     | Stijn Desmet     | BEL                                                           | Jens van 't Wout | NED                                                                             | Furkan Akar    | TUR                                                           |
| 1500m     | Jens van 't Wout | NED                                                           | Stijn Desmet     | BEL                                                                             | Friso Emons    | NED                                                           |
| Aflossing | NED              | Itzhak de Laat Friso Emons Jens van 't Wout Melle van 't Wout | ITA              | Mattia Antonioli Tommaso Dotti Thomas Nadalini Pietro Sighel Luca Spechenhauser | POL            | Paweł Adamski Łukasz Kuczyński Michał Niewiński Diané Sellier |

### Vrouwen
| Onderdeel | Goud              | Goud                                                                                 | Zilver              | Zilver                                                           | Brons             | Brons                                                                                 |
| --------- | ----------------- | ------------------------------------------------------------------------------------ | ------------------- | ---------------------------------------------------------------- | ----------------- | ------------------------------------------------------------------------------------- |
| 500m      | Suzanne Schulting | NED                                                                                  | Natalia Maliszewska | POL                                                              | Arianna Valcepina | ITA                                                                                   |
| 1000m     | Hanne Desmet      | BEL                                                                                  | Suzanne Schulting   | NED                                                              | Petra Jászapáti   | HUN                                                                                   |
| 1500m     | Suzanne Schulting | NED                                                                                  | Hanne Desmet        | BEL                                                              | Anna Seidel       | GER                                                                                   |
| Aflossing | NED               | Selma Poutsma Suzanne Schulting Xandra Velzeboer Yara van Kerkhof Michelle Velzeboer | HUN                 | Sára Bácskai Petra Jászapáti Zsófia Kónya Rebeka Sziliczei-Német | ITA               | Elisa Confortola Gloria Ioriatti Arianna Sighel Arianna Valcepina Nicole Botter Gomez |

### Gemengd
| Onderdeel | Goud | Goud                                                                                               | Zilver | Zilver                                                                                   | Brons | Brons                                                                                              |
| --------- | ---- | -------------------------------------------------------------------------------------------------- | ------ | ---------------------------------------------------------------------------------------- | ----- | -------------------------------------------------------------------------------------------------- |
| Aflossing | NED  | Itzhak de Laat Suzanne Schulting Jens van 't Wout Xandra Velzeboer Selma Poutsma Melle van 't Wout | BEL    | Tineke den Dulk Hanne Desmet Stijn Desmet Ward Pétré Alexandra Danneel Adriaan Dewagtere | ITA   | Thomas Nadalini Arianna Sighel Pietro Sighel Arianna Valcepina Elisa Confortola Luca Spechenhauser |

### Medaillespiegel
| # | Land      | Goud | Zilver | Brons | Totaal |
| - | --------- | ---- | ------ | ----- | ------ |
| 1 | Nederland | 6    | 3      | 1     | 10     |
| 2 | België    | 2    | 3      | 0     | 5      |
| 3 | Italië    | 1    | 1      | 3     | 5      |
| 4 | Hongarije | 0    | 1      | 1     | 2      |
| 4 | Polen     | 0    | 1      | 1     | 2      |
| 6 | Duitsland | 0    | 0      | 1     | 1      |
| 6 | Letland   | 0    | 0      | 1     | 1      |
| 6 | Turkije   | 0    | 0      | 1     | 1      |